# Olympische Winterspiele 2014/Shorttrack
Bei den XXII. Olympischen Winterspielen 2014 in Sotschi fanden acht Wettbewerbe im Shorttrack statt. Austragungsort war der Eisberg-Eislaufpalast im Olympiapark.

## Bilanz

### Medaillenspiegel
| Platz | Land                | Gold | Silber | Bronze | Gesamt |
| ----- | ------------------- | ---- | ------ | ------ | ------ |
| 1     | Russland            | 3    | 1      | 1      | 5      |
| 2     | Volksrepublik China | 2    | 3      | 1      | 6      |
| 3     | Südkorea            | 2    | 1      | 2      | 5      |
| 4     | Kanada              | 1    | 1      | 1      | 3      |
| 5     | Italien             | –    | 1      | 2      | 3      |
| 6     | Vereinigte Staaten  | –    | 1      | –      | 1      |
| 7     | Niederlande         | –    | –      | 1      | 1      |

### Medaillengewinner
| Konkurrenz     | Gold                                                                     | Silber                                                                            | Bronze                                            |
| -------------- | ------------------------------------------------------------------------ | --------------------------------------------------------------------------------- | ------------------------------------------------- |
| 500 m          | Wiktor Ahn                                                               | Wu Dajing                                                                         | Charle Cournoyer                                  |
| 1000 m         | Wiktor Ahn                                                               | Wladimir Grigorjew                                                                | Sjinkie Knegt                                     |
| 1500 m         | Charles Hamelin                                                          | Han Tianyu                                                                        | Wiktor Ahn                                        |
| 5000 m Staffel | RusslandWiktor Ahn Wladimir Grigorjew Semjon Jelistratow Ruslan Sacharow | Vereinigte StaatenEduardo Alvarez John Celski Christopher Creveling Jordan Malone | ChinaChen Dequan Han Tianyu Shi Jingnan Wu Dajing |

| Konkurrenz     | Gold                                                                    | Silber                                                                   | Bronze                                                               |
| -------------- | ----------------------------------------------------------------------- | ------------------------------------------------------------------------ | -------------------------------------------------------------------- |
| 500 m          | Li Jianrou                                                              | Arianna Fontana                                                          | Park Seung-hi                                                        |
| 1000 m         | Park Seung-hi                                                           | Fan Kexin                                                                | Shim Suk-hee                                                         |
| 1500 m         | Zhou Yang                                                               | Shim Suk-hee                                                             | Arianna Fontana                                                      |
| 3000 m Staffel | SüdkoreaCho Ha-ri Kim A-lang Kong Sang-jeong Park Seung-hi Shim Suk-hee | KanadaMarie-Ève Drolet Jessica Hewitt Valérie Maltais Marianne St-Gelais | ItalienArianna Fontana Lucia Peretti Martina Valcepina Elena Viviani |

## Ergebnisse Männer

### 500 m
| Platz | Land | Sportler         | Zeit (s) |
| ----- | ---- | ---------------- | -------- |
| 1     | RUS  | Wiktor Ahn       | 41,312   |
| 2     | CHN  | Wu Dajing        | 41,516   |
| 3     | CAN  | Charle Cournoyer | 41,617   |
| 4     | CHN  | Liang Wenhao     | 73,590   |
| 5     | CHN  | Han Tianyu       | 41,534   |
| 6     | USA  | John Celski      | 41,786   |
| 7     | GBR  | Jon Eley         | 41,870   |
| 8     | NED  | Sjinkie Knegt    | 42,608   |
|       |      |                  |          |
| 17    | GER  | Robert Seifert   | 41,624   |

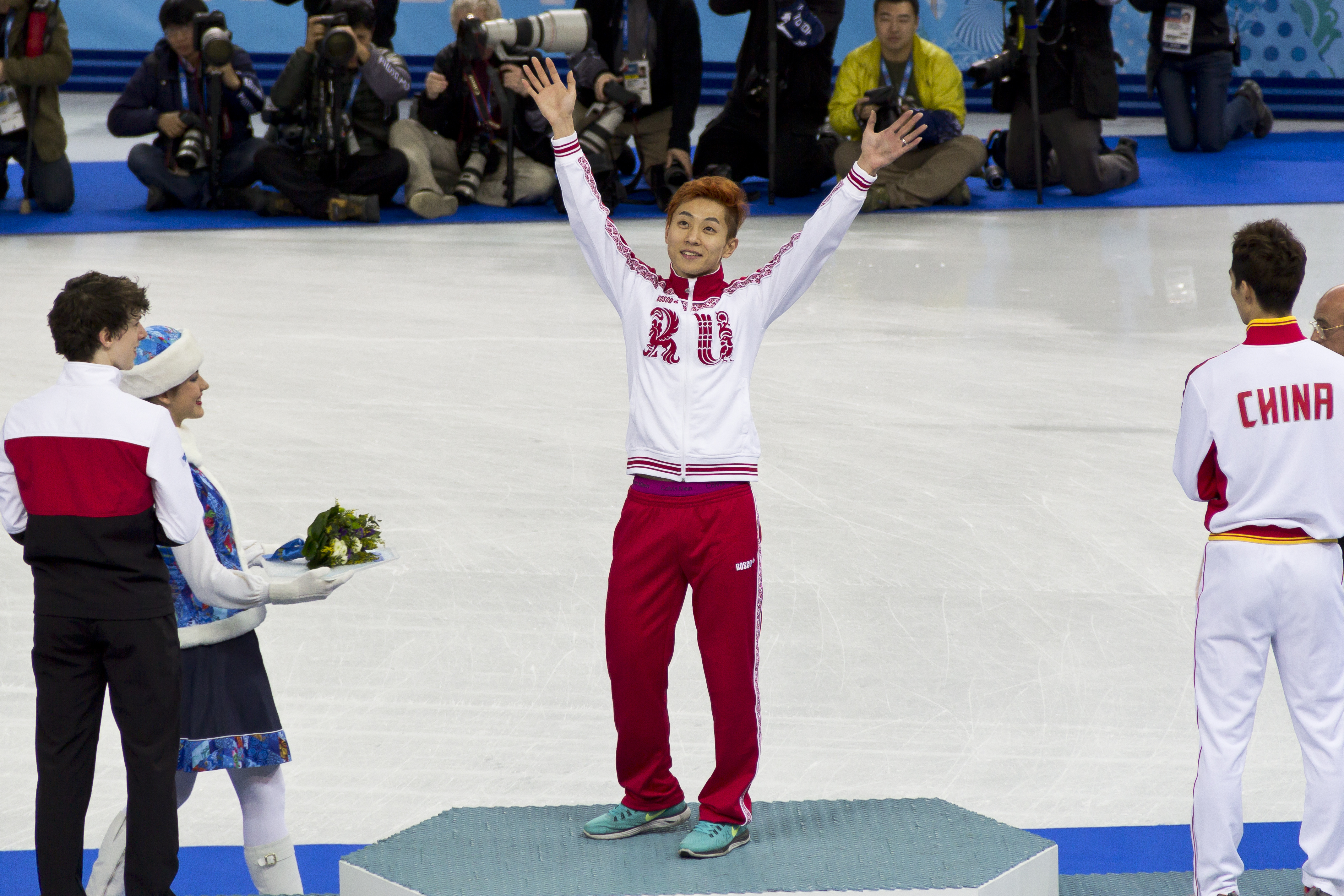
Siegerehrung des 500-m-Rennens

Vorläufe: 18. Februar 2014, 14:15 Uhr; Viertelfinale: 21. Februar 2014, 20:30 Uhr; 
 Halbfinale: 21. Februar 2014, 21:13 Uhr; Finale: 21. Februar 2014: 21:43 Uhr

### 1000 m
| Platz | Land | Sportler           | Zeit (min) |
| ----- | ---- | ------------------ | ---------- |
| 1     | RUS  | Wiktor Ahn         | 1:25,325   |
| 2     | RUS  | Wladimir Grigorjew | 1:25,399   |
| 3     | NED  | Sjinkie Knegt      | 1:25,611   |
| 4     | CHN  | Wu Dajing          | 1:25,772   |
| 5     | CHN  | Han Tianyu         | 1:29,334   |
| 6     | RUS  | Semjon Jelistratow | 1:29,429   |
| 7     | KOR  | Sin Da-woon        | 1:24,215   |
| 8     | KOR  | Lee Han-bin        | 1:24,444   |
|       |      |                    |            |
| 29    | GER  | Robert Seifert     | 1:29,468   |

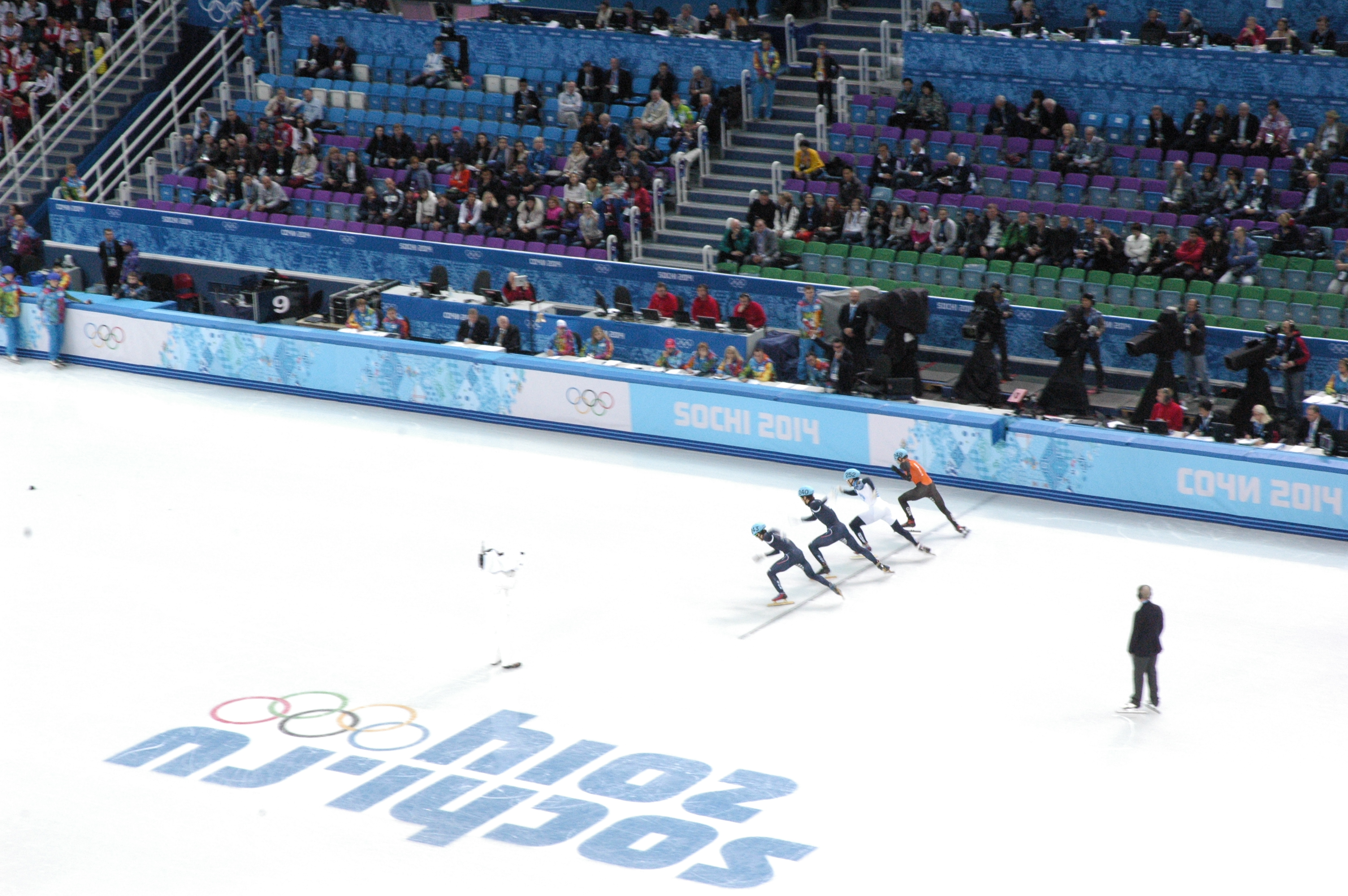
1. Halbfinale über 1000 m

Vorläufe: 13. Februar 2014, 14:25 Uhr; Viertelfinale: 15. Februar 2014, 14:43 Uhr; 
 Halbfinale: 15. Februar 2014, 15:43 Uhr; Finale: 15. Februar 2014: 16:20 Uhr

### 1500 m
| Platz | Land | Sportler         | Zeit (min) |
| ----- | ---- | ---------------- | ---------- |
| 1     | CAN  | Charles Hamelin  | 2:14,985   |
| 2     | CHN  | Han Tianyu       | 2:15,055   |
| 3     | RUS  | Wiktor Ahn       | 2:15,062   |
| 4     | USA  | John Celski      | 2:15,624   |
| 5     | CHN  | Chen Dequan      | 2:15,626   |
| 6     | KOR  | Lee Han-bin      | 2:16,466   |
| 7     | GBR  | Jack Whelbourne  | 2:14,091   |
| 8     | FRA  | Sébastien Lepape | 2:15,806   |
|       |      |                  |            |
| 22    | GER  | Robert Seifert   | 2:16,555   |

Vorläufe: 10. Februar 2014, 13:45 Uhr 
 Halbfinale: 10. Februar 2014, 15:04 Uhr 
 Finale: 10. Februar 2014: 16:05 Uhr

### 5000 m Staffel
| Platz | Land | Sportler                                                                      | Zeit (min)    |
| ----- | ---- | ----------------------------------------------------------------------------- | ------------- |
| 1     | RUS  | Wiktor Ahn Wladimir Grigorjew Semjon Jelistratow Ruslan Sacharow              | 6:42,100 (OR) |
| 2     | USA  | Eduardo Alvarez John Celski Christopher Creveling Jordan Malone               | 6:42,371      |
| 3     | CHN  | Chen Dequan Shi Jingnan Han Tianyu Wu Dajing                                  | 6:48,341      |
| 4     | NED  | Daan Breeuwsma Niels Kerstholt Sjinkie Knegt Freek van der Wart               | 6:49,149      |
| 5     | KAS  | Absal Äschghalijew Aidar Beqschanow Denis Nikischa Nurbergen Schumaghasijew   | 6:54,630      |
| 6     | CAN  | Charle Cournoyer Michael Gilday Charles Hamelin François Hamelin Olivier Jean | 6:43,747      |
| 7     | KOR  | Kim Yun-jae Lee Ho-suk Lee Han-bin Park Se-yeong Sin Da-woon                  | 6:43,921      |
| 8     | ITA  | Yuri Confortola Tommaso Dotti Anthony Lobello Nicola Rodigari Davide Viscardi | 6:44,904      |

Halbfinale: 13. Februar 2014, 15:31 Uhr 
 Finale: 21. Februar 2014, 22:18 Uhr

## Ergebnisse Frauen

### 500 m
| Platz | Land | Sportlerin         | Zeit (s) |
| ----- | ---- | ------------------ | -------- |
| 1     | CHN  | Li Jianrou         | 45,263   |
| 2     | ITA  | Arianna Fontana    | 51,250   |
| 3     | KOR  | Park Seung-hi      | 54,207   |
| 4     | CHN  | Liu Qiuhong        | 44,188   |
| 5     | CHN  | Fan Kexin          | 44,297   |
| 6     | NED  | Jorien ter Mors    | 44,311   |
| 7     | CAN  | Marianne St-Gelais | 44,359   |
| 8     | GBR  | Elise Christie     | 43,402   |
|       |      |                    |          |
| 21    | AUT  | Veronika Windisch  | 44,586   |

Vorläufe: 10. Februar 2014, 14:27 Uhr; Viertelfinale: 13. Februar 2014, 14:00 Uhr; 
 Halbfinale: 13. Februar 2014, 15:10 Uhr; Finale: 13. Februar 2014: 16:05 Uhr

### 1000 m
| Platz | Land | Sportlerin        | Zeit (min) |
| ----- | ---- | ----------------- | ---------- |
| 1     | KOR  | Park Seung-hi     | 1:30,761   |
| 2     | CHN  | Fan Kexin         | 1:30,811   |
| 3     | KOR  | Shim Suk-hee      | 1:31,027   |
| 4     | USA  | Jessica Smith     | 1:31,301   |
| 5     | NED  | Jorien ter Mors   | 1:36,835   |
| 6     | CAN  | Valérie Maltais   | 1:36,863   |
| 7     | GBR  | Elise Christie    | 1:30,588   |
| 8     | CHN  | Li Jianrou        | 1:31,187   |
|       |      |                   |            |
| 15    | AUT  | Veronika Windisch | 1:30,017   |

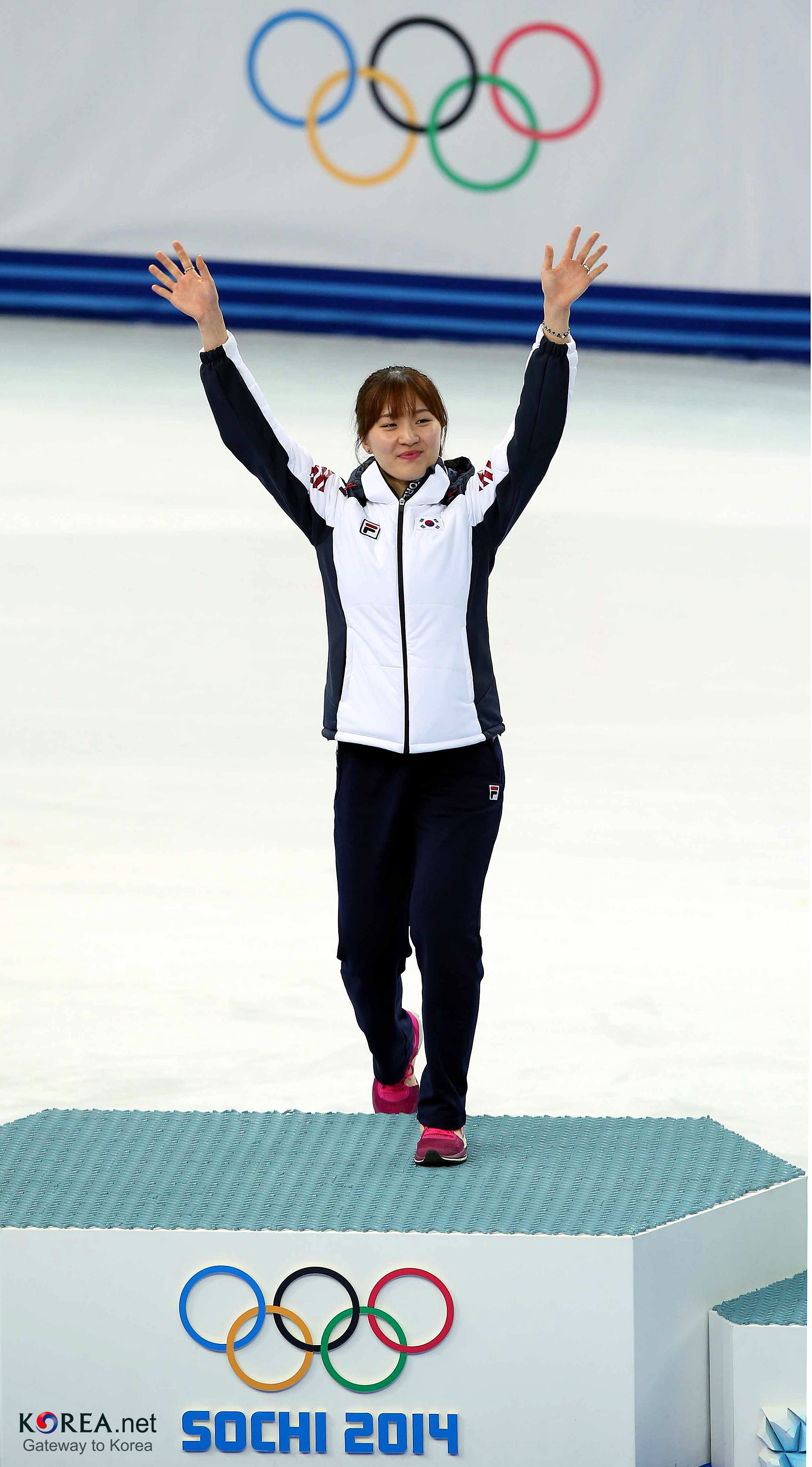
Park Seung-hi

Vorläufe: 18. Februar 2014, 13:30 Uhr; Viertelfinale: 21. Februar 2014, 20:44 Uhr; 
 Halbfinale: 21. Februar 2014, 21:21 Uhr; Finale: 21. Februar 2014: 21:53 Uhr

### 1500 m
| Platz | Land | Sportlerin        | Zeit (min) |
| ----- | ---- | ----------------- | ---------- |
| 1     | CHN  | Zhou Yang         | 2:19,140   |
| 2     | KOR  | Shim Suk-hee      | 2:19,239   |
| 3     | ITA  | Arianna Fontana   | 2:19,416   |
| 4     | NED  | Jorien ter Mors   | 2:19,656   |
| 5     | CAN  | Emily Scott       | 2:39,436   |
| 6     | CAN  | Valérie Maltais   | 2:24,711   |
| 7     | USA  | Jessica Smith     | 2:25,787   |
| 8     | CAN  | Marie-Ève Drolet  | 2:25,870   |
|       |      |                   |            |
| 11    | AUT  | Veronika Windisch | 2:26,296   |
| 17    | GER  | Anna Seidel       | 2:20,405   |

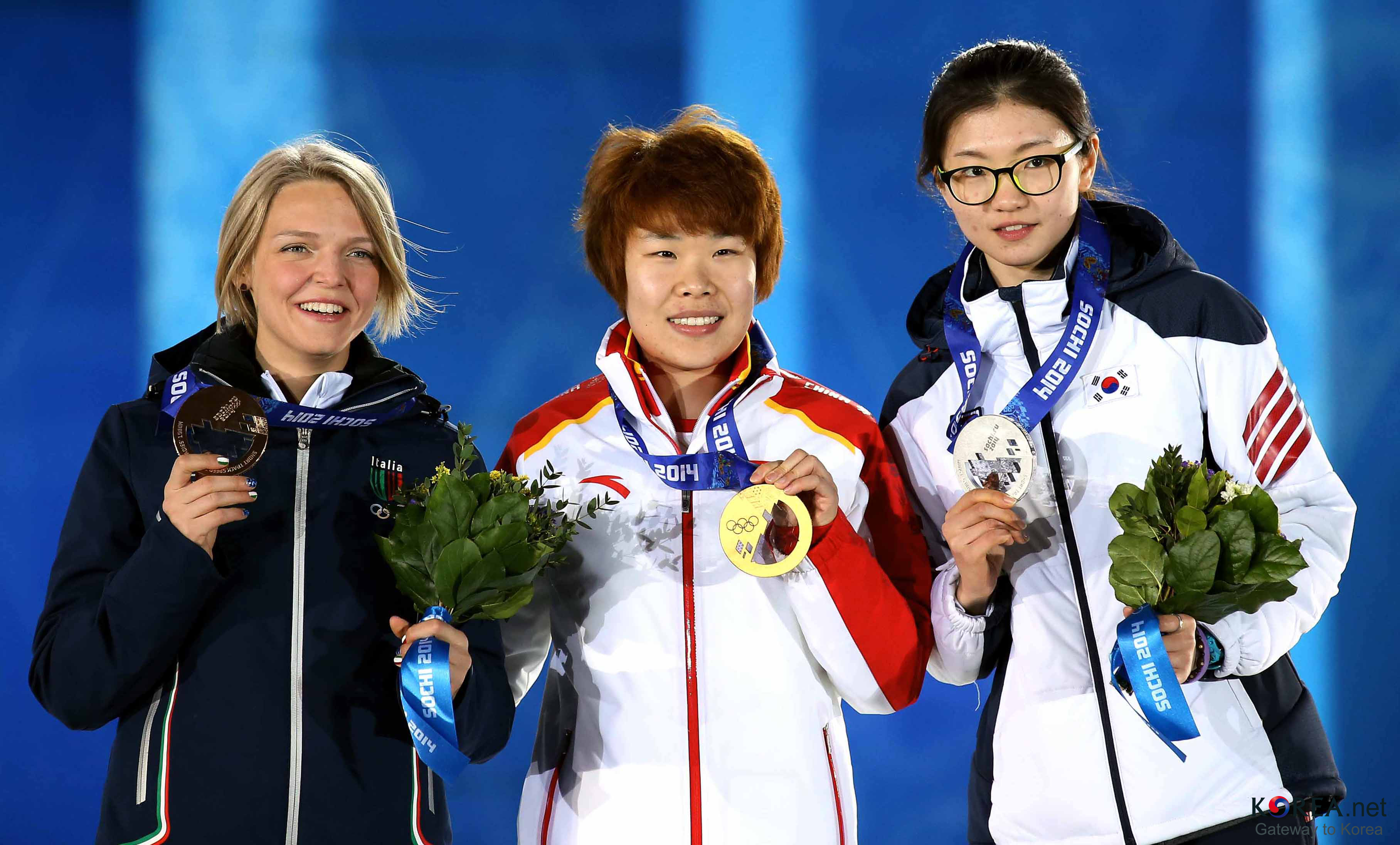
Siegerehrung des 1500-m-Rennens

Vorläufe: 15. Februar 2014, 14:00 Uhr 
 Halbfinale: 15. Februar 2014, 15:12 Uhr 
 Finale: 15. Februar 2014: 16:06 Uhr

### 3000 m Staffel
| Platz | Land | Sportlerinnen                                                            | Zeit (min) |
| ----- | ---- | ------------------------------------------------------------------------ | ---------- |
| 1     | KOR  | Cho Ha-ri Kim A-lang Kong Sang-jeong Park Seung-hi Shim Suk-hee          | 4:09,498   |
| 2     | CAN  | Marie-Ève Drolet Jessica Hewitt Valérie Maltais Marianne St-Gelais       | 4:10,641   |
| 3     | ITA  | Arianna Fontana Lucia Peretti Martina Valcepina Elena Viviani            | 4:14,014   |
| 4     | RUS  | Olga Beljakowa Tatjana Borodulina Sofja Proswirnowa Walerija Reznik      | 4:14,862   |
| 5     | JPN  | Ayuko Itō Yui Sakai Biba Sakurai Sayuri Shimizu                          | 4:15,253   |
| 6     | HUN  | Rózsa Darázs Bernadett Heidum Andrea Keszler Zsófia Kónya Szandra Lajtos | 4:24,496   |
|       | CHN  | Fan Kexin Li Jianrou Liu Qiuhong Zhou Yang                               | DSQ        |
|       | NLD  | Jorien ter Mors Sanne van Kerkhof Yara van Kerkhof Lara van Ruijven      | DSQ        |

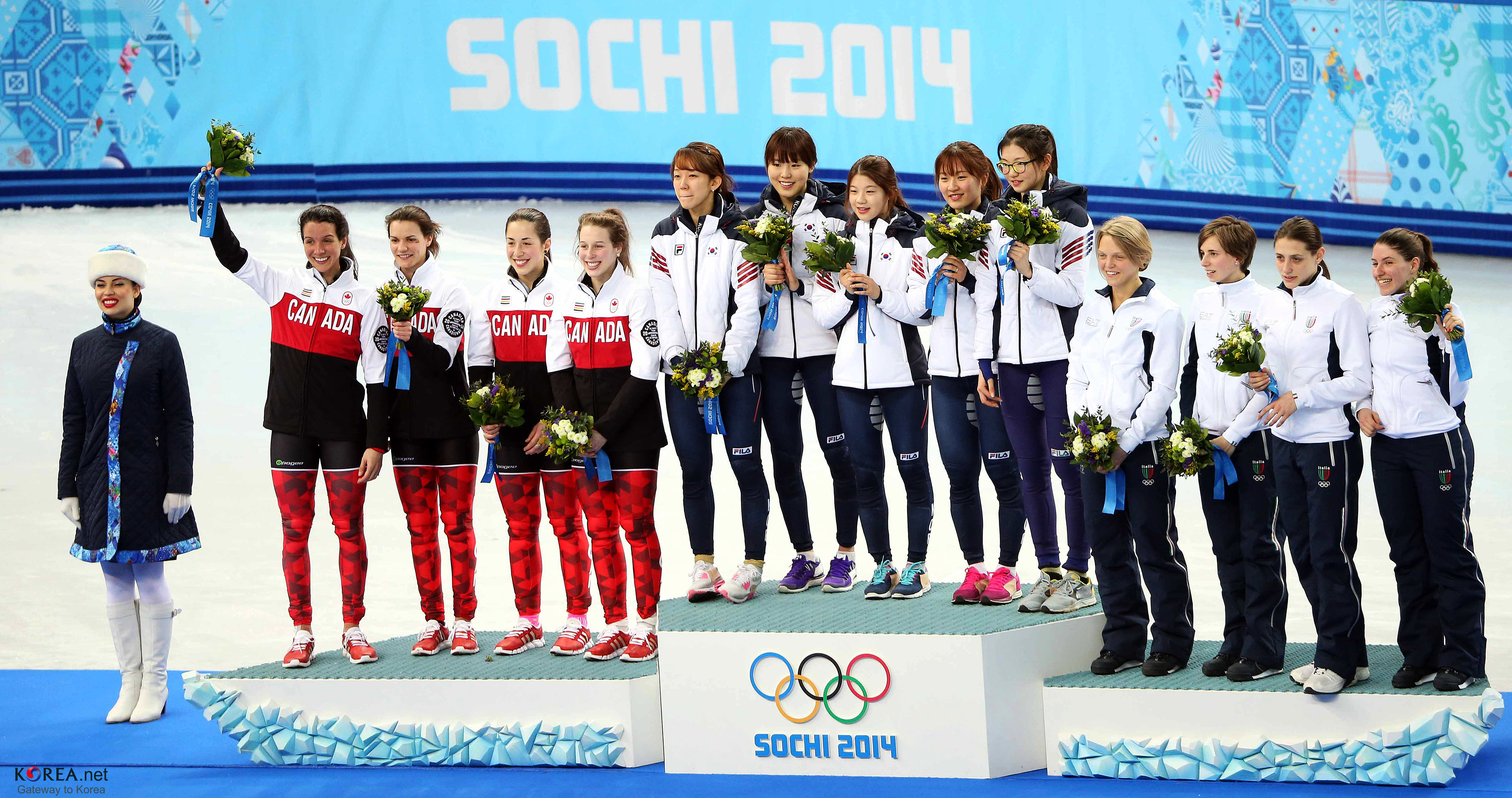
Siegerehrung des Staffelrennens

Halbfinale: 10. Februar 2014, 15:35 Uhr 
 Finale: 18. Februar 2014, 14:54 Uhr